# Harpella meridionalis
Harpella meridionalis är en svampart som beskrevs av Lichtw. & Arenas 1996. Harpella meridionalis ingår i släktet Harpella och familjen Harpellaceae.   Inga underarter finns listade i Catalogue of Life.